# Dauphin (foguete)
O Dauphin, (palavra francesa para golfinho), foi um foguete de sondagem, desenvolvido pela França,
no final da década de 60, sua intenção básica era permitir o uso de cargas úteis maiores usando o motor Stromboli de 56 cm de diâmetro.
Foram construídos e lançados 6 foguetes desse modelo entre 1967 e 1978. Ele era basicamente uma evolução do foguete Dragon, com uma coifa
para a carga útil maior.
O Dauphin tinha uma altura de 6,21 m, uma massa total de 1.132 kg, um empuxo no lançamento de 90 kN, podendo atingir um apogeu de 150 km. Ele fez parte de uma família de foguetes de combustível sólido que incluía: o Belier, o Centaure, o Dragon e o Eridan.